# 北九州市立南小倉小学校
北九州市立南小倉小学校（きたきゅうしゅうしりつみなみこくらしょうがっこう）は、福岡県北九州市小倉北区新高田1丁目にある公立小学校。南小倉駅前の小高い丘の上で、周辺が緑に囲まれている。

## 沿革
- 1954年（昭和29年）4月 - 北九州市立清水（きよみず）小学校より児童数1342名、27学級で分離開校する。
- 1967年（昭和42年） - 北棟鉄筋校舎新築。
- 1970年（昭和45年） - 北九州市立南丘小学校が分離、開校。
- 1977年（昭和52年） - 体育館を新築。
- 1999年（平成11年） - コンピューター運用開始。
- 1978年（昭和53年） - 南棟鉄筋校舎新築。
- 2009年（平成21年） - デジタルテレビ50インチ各教室に設置。
- 2015年（平成27年）4月 - 児童数313名

## 教育目標
- 心身ともに健全で、一人一人が生き生きと輝く子どもの育成 （やさしく かしこく 元気よく）

## 学区
- 今町1目（1番）、木町2丁目、木町3丁目、熊谷4丁目（8番～9番）、篠崎1丁目、篠崎2丁目（1番1号～21号・1番30号以上・2番～7番・8番1号～10号・8番32号以上・19番13号～30号・25番1号～10号・25番31号以上・26番～29番・30番1号～22号・30番28号以上・31番8号～14号・32番～36番・37番3号～17号・38番・46番～48番）、篠崎3丁目（1番～10番・11番5号～25号・13番1号～11号・13番27号以上・14番～23番）、篠崎4丁目、篠崎5丁目、新高田1丁目、新高田2丁目（1番～21番・22番3号～5号・22番11号～34号・23番～36番）、高尾1丁目（1番～2番・3番27号～42号・4番～24番・25番8号以上・26番～42番）、高尾2丁目、竪林町（15番1号～5号）

## 卒業後の進路
公立中学校の場合
- 北九州市立南小倉中学校に進学する。

## 所在地
- 〒803-0852 福岡県北九州市小倉北区新高田1丁目1番1号

## アクセス
- JR九州日豊本線南小倉駅から徒歩5分
- 西鉄バス北九州
  - 第一高田町バス停下車、徒歩約6分
  - 南小倉駅前バス停下車、徒歩約9分

## 学校周辺
- 小倉城
- 松本清張記念館
- 篠崎八幡神社
- 北九州市立南小倉中学校